# Grand Prix automobile de Belgique 2002
GP précédent GP suivant
Le Grand Prix automobile de Belgique 2002 (2002 Foster's Belgian Grand Prix), disputé sur le circuit de Spa-Francorchamps dans les Ardennes belges le 1er septembre 2002, est la 694e épreuve de l'histoire du championnat du monde de Formule 1 courue depuis 1950 et la treizième manche du championnat 2002.

## Classement
| Pos  | N° | Pilote               | Écurie           | Tours | Temps/Abandon                      | Grille | Points |
| ---- | -- | -------------------- | ---------------- | ----- | ---------------------------------- | ------ | ------ |
| 1    | 1  | Michael Schumacher   | Ferrari          | 44    | 1 h 21 min 20 s 634 (225,983 km/h) | 1      | 10     |
| 2    | 2  | Rubens Barrichello   | Ferrari          | 44    | + 1 s 977                          | 3      | 6      |
| 3    | 6  | Juan Pablo Montoya   | Williams-BMW     | 44    | + 18 s 445                         | 5      | 4      |
| 4    | 3  | David Coulthard      | McLaren-Mercedes | 44    | + 19 s 357                         | 6      | 3      |
| 5    | 5  | Ralf Schumacher      | Williams-BMW     | 44    | + 56 s 440                         | 4      | 2      |
| 6    | 16 | Eddie Irvine         | Jaguar-Cosworth  | 44    | + 1 min 17 s 370                   | 8      | 1      |
| 7    | 24 | Mika Salo            | Toyota           | 44    | + 1 min 17 s 809                   | 9      |        |
| 8    | 11 | Jacques Villeneuve   | BAR-Honda        | 44    | + 1 min 19 s 855                   | 12     |        |
| 9    | 25 | Allan McNish         | Toyota           | 43    | + 1 tour                           | 13     |        |
| 10   | 7  | Nick Heidfeld        | Sauber-Petronas  | 43    | + 1 tour                           | 18     |        |
| 11   | 10 | Takuma Satō          | Jordan-Honda     | 43    | + 1 tour                           | 16     |        |
| 12   | 12 | Olivier Panis        | BAR-Honda        | 39    | Moteur                             | 15     |        |
| Abd. | 9  | Giancarlo Fisichella | Jordan-Honda     | 38    | Moteur                             | 14     |        |
| Abd. | 17 | Pedro de la Rosa     | Jaguar-Cosworth  | 37    | Suspension                         | 11     |        |
| Abd. | 8  | Felipe Massa         | Sauber-Petronas  | 37    | Moteur                             | 17     |        |
| Abd. | 4  | Kimi Räikkönen       | McLaren-Mercedes | 35    | Moteur                             | 2      |        |
| Abd. | 14 | Jarno Trulli         | Renault          | 35    | Moteur                             | 7      |        |
| Abd. | 22 | Anthony Davidson     | Minardi-Asiatech | 17    | Sortie de piste                    | 20     |        |
| Abd. | 15 | Jenson Button        | Renault          | 10    | Moteur                             | 10     |        |
| Abd. | 23 | Mark Webber          | Minardi-Asiatech | 4     | Boîte de vitesses                  | 19     |        |

## Pole position et record du tour
- Pole position : Michael Schumacher en 1 min 43 s 726
- Tour le plus rapide : Michael Schumacher en 1 min 47 s 176 au 15e tour.

## Tours en tête
- Michael Schumacher : 43 (1-16 / 18-44)
- Rubens Barrichello : 1 (17)

## Statistiques
- 63e victoire pour Michael Schumacher.
- 156e victoire pour Ferrari en tant que constructeur.
- 156e victoire pour Ferrari en tant que motoriste.